# Златко Делић
Златко Делић (Дрвар, 25. децембар 1959 — Бања Лука, 8. април 2018) био је српски психолог и енигмата. Добитник је више признања из области енигматике.

## Биографија
Делић је рођен 25. децембра 1959. године у Дрвару. У родном граду завршио је основну школу, а онда се преселио у Книн гдје завршава тамошњу гимназију. Још као средњошколац почео је да израђује енигматске укрштене ријечи (крижаљке), а прву такву му је већ 1976. објавио популарни загребачки часопис „Викенд”. Након средње школе долази у Бању Луку гдје успјешно завршава факултет са стеченим звањем дипломираног психолога.
Већи дио свог животног вијека Делић је провео у Книну. Након слома Српске Крајине, сели у Бању Луку, у којој ће провести остатак живота. Успјешно је градио обје каријере и ону на пољу психологије, и ону на пољу енигматике. Као психолог, често је писао колумне за штампане медије, или би гостовао у различитим електронским медијима гдје је износио своје анализе друштвених појава и феномена.

### Свједок рата у Југославији
Делић је био свједок распада Југославије и ратних збивања на простору Хрватске, као и Босне и Херцеговине који су уследили након тога. Италијанска хуманитарна радница Ана Каталди, у предговору своје књиге „Писма из Сарајева: Гласови из опседнутог града”, се између осталог захваљује и Златку Делићу за остављање писаног свједочанства из „опседнутог Сарајева”.

## Енигматика
Четири и по деценије Делић се бавио и енигматиком. Као енигмата објавио је више од 8.000 радова (најчешће крижаљки, преметаљки и ребуса) у разним енигматским и другим познатим часописима и новинама, као што су: Орбис, Вијесников квиз, Новости Енигма, Политика, Хупер, издања бањалучке Бине – Сканди Рубикон, зворничка Загонетка, Слободна Далмација, Еурека, Чворова издања, пожаревачки Квиз, издања ЕК Пирамида из Новога Сада, те Икс, Скерцо и Браво сканди из Београда и други.
За своје укрштене ријечи (крижаљке) добио је бројне награде, а објављивао их је под псеудонимима „Луди Макс”, „Винсент Вега”, „Психо”, „Делија”, „Психоделија” и други. Био је учесник бројних енигматских сусрета и конкурса. Заступљен је у књизи „Истакнути српски енигмати”, Ивице Млађеновића (из 1999) и „Лексикону српских енигмата”, Мирослава Лазаревића и Јована Вуковића (из 2007), а спомиње се и у „Адресару загонетача Југославије” (из 1984. године).
Био је члан многих енигматских удружења, као што су: бјеловарски „Чвор”, ЕК „Браничево” из Пожаревца као и Енигматског савеза Србије. Памти се и његово учешће у Кикинди у прављењу највеће крижаљке на свијету, дуге чак 120 метара, која је незванични Гинисов рекорд.
Хобији овог енигмате, били су и превођење стрипова са енглеског језика, као и филм.

## Википедија
У посљедњим годинама Делић је био активан уредник википедије на српском језику. Најпре под псеудонимом Zdelic (2005—2007), а затим и као Sly-ah (2008—2018), гдје је дао значајан допринос истој, нарочито на пољу транскрипција страних имена на српски језик. Паралелно са овим, Делић је састављао и своје, како је сам говорио, животно дјело — „Рјечник транскрипција”, који нажалост, никад није завршио.
Посљедњу своју измјену на википедији направио је само два дана прије своје смрти 6. априла 2018. године.

## Смрт
Делић, је изненада преминуо 8. априла 2018. године у својој 58. години. Иза себе је оставио супругу и троје дјеце. Сахрањен је 12. априла 2018. на новом гробљу „Врбања” у Бањој Луци.